# BlueMotion
Blue Motion — торгова марка відібраних автомобілів концерну Volkswagen. Blue Motion позначаються автомобілі, котрі націлені на економність в цілому. Вони поєднують техніку, що сприяє зменшенню споживання палива з одночасно ефективним та динамічним двигуном.

## Історія
Емблема Blue Motion Technology концерну Volkswagen  — це індикатор економності двигуна автомобіля у своєму класі. Як лідери по найнижчому рівню споживання пального, двигуни Blue Motion Technology технічно орієнтовані на економічність, при цьому автомобілі відзначаються також і сучасним дизайном салону та зовнішнього вигляду. Метою Volkswagen є розробка кожної моделі автомобіля таким чином, щоб її екологічні параметри перевершували попередника.
У 2006 році концерн Volkswagen вперше представляє Mk4 Polo BlueMotion, а у 2007 була випущена версія, заснована на поточному Passat. Пізніше, технологія використовувалася в моделях SEAT, таких як:  SEAT Ibiza або SEAT León під маркою «EcoMotive». Також в Škoda Fabia і Škoda Superb під назвою GreenLine. У 2008 були випущені версії BlueMotion Golf Mk5 і Touran. Назва має відношення до блакитного кольору логотипу концерну Volkswagen зі словом «рух», доданий, щоб вказувати на «мобільність». Є версія, що назва наслідує марці BlueTEC концерну Daimler AG.
У моделях BlueMotion Polo та Ibiza Ecomotive використовується спеціальний трициліндровий дизельний двигун об'ємом 1,4 л з системою безпосереднього вприскування з турбонаддувом (TDI), який може розвивати потужність до 59 кВт (80 к.с.) і досягати витрати палива 3,9 л / 100 км (72 миль на галон (брит), 60 миль на галон (США) при виробленні всього лише 102 грамів СО 2 на кілометр. Обидві цифри менші, ніж заявлені на гібриді Toyota Prius.
Низький рівень споживання палива забезпечується завдяки комплексу відповідних дій з використанням останніх розробок та технологій при будівництві автомобілів Volkswagen. 

## Технологія
Volkswagen з BlueMotion використовують вже наявні технології для поліпшення стандартних двигунів і транспортних засобів.
Зараз стратегія BlueMotion зосереджена на трьох областях поліпшення: 
- Двигун. Переглянута комп'ютерна модель двигуна, додані сажові фільтри та окислювально-каталітичні нейтралізатори вихлопних газів для поліпшення споживання палива і зниження рівня NO x. У більш сучасних втіленнях також є Система «старт-стоп», яка зупиняє і запускає двигун при коротких зупинках (червоне світло світлофора, затор і т.д.
- Трансмісія. На двох останніх швидкостях використовують більш високі передавальні числа, ніж в стандартних передавальних коробках двигунів з безпосереднім уприскуванням з турбонаддувом (TDI).
- Знижений опір кочення. Знижений опір шин і поліпшена аеродинаміка внаслідок заниженої підвіски, модернізованого спойлера і додаткового удосконалення низу автомобіля. Таким чином проходження повітря створює менший опір, зменшуючи витрати палива.

Заходи, що сприяють зниженню витрат палива та емісії CO2:
- Система Start-Stopp (економія палива, зниження шкідливих викидів та шуму за рахунок скорочення часу роботи двигуна на холостій ході);
- Рекуперація енергії при гальмуванні (трансформація кінетичної енергії автомобіля при гальмуванні та прискоренні в електричний струм для зарядки акумулятора);
- Покращення програми керування двигуном;
- Подовжені передавальні числа;
- Оптимізація аеродинаміки;
- Шини з низьким опором хитанню;
- Диски, вироблені за технологією Flow-Forming (Метод, що дозволяє зробити диск легким, без втрати міцності та ударної стійкості колеса);
- Карданний вал з шарнірами зниженого тертя;
- Рекомендації по вибору необхідної передачі для КПП на мультифункціональному дисплеї.

## Рекорди
У вересні 2010 року журналіст британського видання Sunday Times Гевін Конуей встановив рекорд, проїхавши на Volkswagen Passat з системою BlueMotion без дозаправлення 2464 км. На авто був встановлений дизельний двигун об'ємом 1,6 л і потужністю 105 к.с., а в баку вміщувалося 77 літрів дизельного палива. При цьому витрата склала 3,14 літрів на 100 км, а час поїздки 34 години.